# 6553 Seehaus
A 6553 Seehaus (ideiglenes jelöléssel 1989 GP6) a Naprendszer kisbolygóövében található aszteroida. M. Geffert fedezte fel 1989. április 5-én.